# Vergogna schifosi
Vergogna schifosi es una película italiana dirigida en 1969 por Mauro Severino.

## Sinopsis
Tres jóvenes, dos hombres y una mujer, matan a un hombre accidentalmente y dejan su cuerpo en un parque público. Seis años más tarde, cuando gozan de un estatus social respetable, reciben una carta anónima con una comprometida fotografía, acusándoles y cuestionando cosas que han hecho en sus vidas. El chantajista exige dinero y firma como “Vergogna schifosi”. 
Ellos no pueden permitir que esto salga a la luz, de modo que ceden pagando el dinero. El chantajista cada vez pide más a menudo, pero nunca toca el dinero. Ellos sospechan que el chantajista pueda ser Carletto, un amigo de ellos que tiene una exposición de pinturas. Convencidos de que él es el chantajista, lo matan y lo entierran. 
Un día van los tres a la playa con unos amigos, allí alguien pone en marcha una grabadora y se escucha la voz de Carletto explicando que nunca tuvo la intención de chantajearlos, que solo pretendía burlarse y divertirse a costa de ellos, para ello utilizó una vieja foto olvidada. Los tres se quedan petrificados, mientras que el resto finge no haber escuchado nada.